# Thumi
Thumi (nep. थुमी) – gaun wikas samiti w zachodniej części Nepalu w strefie Gandaki w dystrykcie Gorkha. Według nepalskiego spisu powszechnego z 2001 roku liczył on 705 gospodarstw domowych i 3455 mieszkańców (1856 kobiet i 1599 mężczyzn).